# Guin Saga
Guin Saga (グイン・サーガ?, Guin Sāga) è una serie di romanzi di genere fantasy epico scritta dall'autrice giapponese Kaoru Kurimoto. Inizialmente pubblicata nel 1979, la serie è continuata fino alla morte dell'autrice nel maggio 2009, arrivando a 130 volumi. La serie è ripresa nel 2013, scritta da Yū Godai e da Yume Yohino, e detiene il record per la più lunga epopea fantasy mai scritta.
Dai romanzi sono state tratte due serie manga e un anime nel 2009. Kentarō Miura ha dichiarato di essersi ispirato a quest'opera per comporre Berserk.

## Trama
Il regno di Parros è stato attaccato dalle armate nemiche di Mongul, uccidendo la famiglia reale: gli unici a salvarsi per miracolo sono Rinda e Remus, i principi gemelli di Parros. Persi in una lontana foresta e braccati dai soldati di Mongul, i due vengono salvati da un misterioso guerriero chiamato Guin, con il corpo da uomo e la testa da leopardo: abile con la spada, dotato da una forza sovraumana e buon stratega, non ricorda però il suo passato, se non il suo nome e la parola “Aurra”.
Guin decide di prendere i due gemelli sotto la sua custodia e aiutarli contro i Mongul e di cercare i suoi ricordi perduti.

## Media

### Romanzi
Iniziata nel 1979, la saga fu concepita per chiudersi al centesimo volume, ma l'enorme successo convinse l'autrice a continuare la storia arrivando fino al centotrentesimo volume, l'ultimo pubblicato prima della sua morte, avvenuta il 29 maggio 2009.
I primi cinque volumi sono stati tradotti e pubblicati in inglese da Vertical, mentre in Italia sono stati tradotti e pubblicati i primi tre volumi da Editrice Nord nel 2005.

### Manga
Sono usciti due manga ispirati a Guin Saga:
- Guin Saga - I sette stregoni (グイン・サーガ七人の魔道師?) è basato su una storia secondaria della saga, pubblicata nel 1981, in cui Guin, divenuto re di Cheironia, deve combattere forze magiche nemiche che minacciano il regno. Il manga, disegnato da Kazuaki Yanagisawa, è stato pubblicato sul Monthly Comic Flapper di Media Factory dal 2001 al 2003 e raccolto in tre volumi. In Italia è stato pubblicato da Ronin Manga nel 2010.

- Guin Saga (グイン・サーガ?) è basato sui primi volumi della saga. Disegnato da Hajime Sawada su Comic Rush di Jive dal 2007 al 2010, per un totale di sei volumi. In Italia è stato pubblicato da Planet Manga dal 2009 fino al 2010[4].

Un altro manga, ambientato nell'universo di Guin Saga secoli prima dell'inizio, è La spada di Paros.

### Anime
La serie televisiva anime, prodotta da Satelight e diretta da Atsushi Wakabayashi, è andata in onda dal 5 aprile al 27 settembre 2009, per un totale di ventisei episodi e copre i primi sedici volumi dell'opera. La colonna sonora è stata composta da Nobuo Uematsu, sua prima volta per un anime.
Le sigla di apertura è Theme of Guin (グインのテーマ?, Guin no tēma), mentre quella di chiusura è Saga~This is my road di Kanon. 